# Krŏng Chbar Mon
Krŏng Chbar Mon är ett distrikt i Kambodja.   Det ligger i provinsen Kampong Spoe, i den södra delen av landet, 50 km väster om huvudstaden Phnom Penh. Antalet invånare är 41 478.